# Gonja (Volk)
Die Gonja sind ein Volk in Ghana, das auch Ngbanyito genannt wird. 
Diese Ethnie lebt in der Savannah Region im Nordwesten des Landes. Das Siedlungsgebiet erstreckt sich um die oberen Zuflüsse zum Volta-Stausee, vom Schwarzen Volta bis an beide Ufer des Weißen Volta.
Die Gonja gehören in die Gruppe der Nord-Guang Völker aufgrund ihrer Muttersprache Gonja.